# Party Time (album de ClariS)
Albums de ClariS
Second Story
(2013) ClariS: Single Best 1st
(2015)
Singles
1. "Colorful"
Sortie : 30 octobre 2013
2. "Click"
Sortie : 29 janvier 2014
3. "Step"
Sortie : 16 avril 2014

Party Time est le troisième album studio du duo d'idoles de pop japonaise ClariS, sorti le 4 juin 2014 chez SME Records. L'album contient 12 morceaux de musique, dont trois ont déjà été publiés dans trois des singles de ClariS. Trois éditions différentes de l'album ont été publiées: une version CD régulière et deux éditions limitées. Party Time est la dernière fois que Clara et Alice sont produites en tant que ClariS, étant donné qu'Alice a quitté le duo. Party Time a atteint la 2e place du classement musical hebdomadaire japonais de l'Oricon.
Trois des chansons ont été utilisées comme musique de générique pour des animes: "Click" et "Step" étaient les génériques d'introduction de l'anime de la licence Nisekoi,; et "Colorful" était le générique d'introduction pour le troisième film d'animation de la licence Puella Magi Madoka Magica, Puella Magi Madoka Magica: Rebellion.

## Sortie et réception
Party Time a été publié le 4 juin 2014 en trois éditions: une version CD standard et deux éditions limitées,,. L'une des éditions limitées a été regroupée avec deux figurines Nendoroid de ClariS. L'autre édition limitée a été livrée avec un DVD contenant les clips de "Click", "Step", "Colorful", ainsi que des vidéos des génériques d'introduction non-crédité pour "Colorful", "Click" et "Reunion", et une collection de publicités télévisées pour chaque single de ClariS. Pour la semaine du 2 juin 2014 sur le classement hebdomadaire des albums de l'Oricon, avec 43 146 exemplaires vendus lors de sa première semaine de vente, Party Time a culminé à la 2e place et resté classé pendant 12 semaines.

## Liste des pistes
| 1.    | Drawing                                   | Toshikazu Kadono  | Toshikazu Kadono  | Toshikazu Kadono              | 4:28 |
| 2.    | Click                                     | Kz                | Kz                | Kz                            | 4:29 |
| 3.    | Nemurihime (眠り姫)                       | Ryōsuke Shigenaga | Ryōsuke Shigenaga | Ryōsuke Shigenaga             | 4:00 |
| 4.    | Time                                      | Koh               | Koh               | Koh                           | 4:14 |
| 5.    | Restart                                   | Mayuko Maruyama   | Mayuko Maruyama   | Mayuko Maruyama               | 4:07 |
| 6.    | Koinomi (コイノミ)                        | Yoshie Isogai     | Takamitsu Ono     | Takamitsu Ono, Chihiro Tamaki | 3:17 |
| 7.    | Step                                      | Kz                | Kz                | Kz                            | 4:15 |
| 8.    | Dry Flower (ドライフラワー, Dorai Furawā) | Ion Okumura       | Makoto Sakuma     | Atsushi Yuasa                 | 4:56 |
| 9.    | Topaz (トパーズ, Topāzu)                  | Shō Watanabe      | Shō Watanabe      | Atsushi Yuasa                 | 3:54 |
| 10.   | Kakurenbo (かくれんぼ)                    | Manabu Ida        | Manabu Ida        | Ryōsuke Shigenaga             | 5:06 |
| 11.   | Colorful (カラフル, Karafuru)             | Shō Watanabe      | Shō Watanabe      | Atsushi Yuasa                 | 4:30 |
| 12.   | Orange                                    | Mayuko Maruyama   | Mayuko Maruyama   | Mayuko Maruyama               | 5:14 |
| 52:46 |                                           |                   |                   |                               |      |

| 1. | Colorful (カラフル, Karafuru) (Clip) |  |
| 2. | Click (Clip) |  |
| 3. | Step (Clip) |  |
| 4. | TV Anime Ore no Imōto ga Konna ni Kawaii Wake ga Nai. Non-credit Opening Eizō (TVアニメ「俺の妹がこんなに可愛いわけがない。」ノンクレジットオープニング映像) |  |
| 5. | Puella Magi Madoka Magica: Rebellion Non-credit Opening Eizō (「劇場版 魔法少女まどか☆マギカ[新編]叛逆の物語」ノンクレジットオープニング映像)                |  |
| 6. | TV Anime Nisekoi First-half Non-credit Opening Eizō (TVアニメ「ニセコイ」前期ノンクレジットオープニング映像)                                                 |  |
| 7. | Tie-up Anime Shutsuen no Seiyū mo Sanka Shita Kaku Single no TV CM-shū (タイアップアニメ出演の声優も参加した各シングルのTV CM集)                             |  |

## Personnel
| ClariS - Clara – Chant - Alice – Chant Musiciens supplémentaires - Hirōmi Shitara – Guitare - Atsushi Yuasa – Basse | Production - Daisuke Katsurada – Production exécutive - Chiemi Kominami – Production exécutive - Shunsuke Muramatsu – Production exécutive - Ken'ichi Nakata – Production exécutive - Tadayuki Kominami – Production - Dai Ishikawa – Direction - Takashi Koiwa – Mixage audio - Yuji Chinone – Mastering - Shinobu Matsuoka – Management - Megumi Hirose – Coordination des produits - Tatsuo Murai – Design, Direction artistique |